# Suyugüzel, Bala
Suyugüzel là một xã thuộc huyện Bala, tỉnh Ankara, Thổ Nhĩ Kỳ. Dân số thời điểm năm 2011 là 265 người.